# 건설경영 시뮬레이션 게임
건설/경영 시뮬레이션 게임(Construction and management simulation, CMS) 은 플레이어가 건물을 짓고, 확장하거나, 가상적인 커뮤니티 또는 제한된 자원을 가진 프로젝트를 관리하는 시뮬레이션 게임의 한 종류이다. 때론 플레이어가 자신의 프로젝트를 확장하는 동안 자원을 관리해야 하는 전략 게임도 게임 경제면에서 CMS적인 관점으로 통합한다. 그러나 순수한 CMS 게임들은 "플레이어의 목표가 적을 부수는 것이 아니라 진행 중인 프로세스의 문맥 안에서 무언가를 쌓아올린다"라는 점에서 전략게임과 다르다. 이 카테고리에서 게임은 때때로 경영 게임이라고 불리기도 한다.
《심시티》는 이 장르에서 성공적인 예로 대표된다. 이 장르의 다른 게임들은 《시저》와 같은 도시건설 게임, 《헐리우드 모굴》과 같은 순수 상업 시뮬레이션 게임, 《테마 파크》와 같은 본격 CMS게임들로 나열된다. 간혹 《문명》과 《세틀러》과 같은 전략게임들이 게임플레이 속에서 CMS적인 면을 보여주기도 한다.
CMS게임들은 짧게 "시뮬레이션 게임"라고도 불린다. 게임들이 탈 것에서부터 스포츠까지 수많은 활동을 시뮬레이션할 수 있다 할지라도, 플레이어는 보통 그 게임의 타이틀에서 시뮬레이션의 종류를 추론해낸다.

## 게임플레이
CMS게임은 보통 사회, 기관 또는 제국의 몇몇 종류와 같이 경제가 세워지고 관리될 수 있는 환경을 기반으로 한다. 플레이어는 보통 그들의 처리에 건설을 위한 툴과 관리를 위한 툴, 두 가지 타입의 툴들을 가지고 있다.
플레이어들은 게임의 경제가 성장하고 있을 때 자원을 관리해야 한다. "경제는 자원이 생산, 소비 그리고 교환되는 시스템이다". 은행에서 돈을 뽑거나 금광에서 금을 캐는 것처럼 자원은 그것의 원천에서 나온다. 몇몇 CMS게임들은 럼주에서 발효된 설탕을 뽑아내는 것처럼 플레이어가 자원을 다른 타입으로 바꾸는 것을 허락한다. 이 자원들은 건설("어떤 목적을 이루기 위해 새로운 것을 짓거나 사는 행위")  또는 보수 관리("손실이나 부식을 방지하기 위한 소비가 진행됨") 중 어느 쪽으로든 흘러들어가게 된다.
CMS게임의 주요 도전은 건설을 완료하기 위해 필요한 자원을 얻는 것이다. "CMS게임의 건설 메카니즘은 두 가지 타입 중의 하나인 경향이 있다:구입하거나 디자인&건축이다". 또한 임의의 재해들은 새로운 건설 도전을 만들어 낼 수 있다.
비록 플레이어들은 항상 자원 자체의 파산으로 질 수 있지만, 많은 CMS게임들은 승리 상태가 없다. CMS게임들은 대개 싱글플레이 게임이지만, 오픈 트랜스포트 타이쿤과 같은 게임은 멀티 플레이가 가능하다.

## 역사
《유토피아》는 1982년에 인텔리비전에서 발표되었다. 이론의 여지는 있지만 섬에서 경영과 건설을 시뮬레이션한다는 점에서 이 장르 최초의 게임이다. 이것은 실시간 전략 장르는 물론 CMS게임과 신 게임의 원형으로 간주된다.
《심시티》는 초기 CMS게임의 성공적인 예로 대표되며, 도시건설이라는 하위장르의 개척자이다.

## 그래픽
CMS게임은 최신 3D 그래픽 없이도 꽤 인기가 있다. 이 게임들은 다른 게임장르들(FPS와 차이가 뚜렷하다)보다 천천히 3D 기술을 도입하고 있으며, 주 이유는 오브젝트의 양이 매우 많다는 것으로, 화면에 보여져야 하는 건물과 애니메이션은 가장 최근의 기술에도 불구하고 너무 무겁고, 이런 게임의 대부분은 카메라의 제한적인 자유의 비용과 시스템 요구사항이 낮게 유지되는 동안 꼭 필요한 그래픽 세부사항과 조작의 용이함을 플레이어에게 제공할 수 있는 "2.5시점"으로 알려져 있는 균등투사법을 필요료 하는 시점으로 접근해야 한다.

## 하위장르들
시간이 흐르면서 다양하고 구체적인 장르들이 발달되었다.

### 도시건설 게임
도시건설 게임은 플레이어가 도시계획자나 지도자가 되어 진행하는 CMS의 하위장르이다. 플레이어는 보통 하늘의 높은 곳에서의 관점으로 도시를 보면서 가상 도시를 성장시키고 경영한다. NPC인 게임상의 시민들이 건설을 하는 동안, 플레이어들은 오직 건물 위치와 봉급, 일의 우선순위와 같은 도시 경영 문제들만을 제어할 수 있다. 대표적인 게임으로 《심시티》,  《cities xl》등을 들 수 있다.

### 상업 시뮬레이션 게임
상업 시뮬레이션 게임은 상업이나 다른 경제를 시뮬레이션하는 CMS의 부분적인 시스템이다. 이 게임들은 일반적으로 건설보다 더 많은 관리를 포함한다.
순수한 상업 시뮬레이션의 가장 근접한 예는 《캐피탈리즘》일 것이며, 이것의 목표는 산업이 고도로 발달하고 재정적인 제국을 건설하는 것이다. 보다 높은 야망의 상업 시뮬레이터는 《트랜스포트 타이쿤》이다.

### 신(神) 게임
신 게임에서 플레이어는 신의 힘 또는 초자연적인 힘을 가진 존재의 위치를 가지고 있으며, 보호하고 영향을 줄 수 있는 자율적인 인간들을 포함하는 게임 환경의 책임을 지게 되는 입장이다. 《파퓰러스》는 이 장르에 영감을 불어넣어준 게임으로 꼽힌다. 블랙앤화이트 게임도 이 분야에선 유명한편이다.

## 참조
1. 1 2 3 4 5 6 7 8 9 10  Andrew, Rollings; Ernest Adams (2003년). 《Andrew Rollings and Ernest Adams on Game Design》. New Riders Publishing. 417-441쪽. ISBN 1592730019. 2008년 9월 15일에 원본 문서에서 보존된 문서. 2008년 9월 3일에 확인함.
2. 1 2  Wolf, Mark J. P. (2002년). 《The Medium of the Video Game》. University of Texas Press. ISBN 0-292-79150-X. 2008년 8월 29일에 원본 문서에서 보존된 문서. 2008년 9월 3일에 확인함.
3. ↑  “Emperor: Rise of the Middle Kingdom for PC”. 게임스팟. 2007년 10월 30일에 원본 문서에서 보존된 문서. 2007년 11월 16일에 확인함.
4. ↑  Beers, Craig (2004년 3월 18일). “School Tycoon for PC Review”. 게임스팟. 2007년 11월 16일에 확인함.
5. ↑  Butts, Stephen Ward, Trent C. (2000년 10월 2일). “IGN: Zeus: Master of Olympus Preview”. IGN. 2012년 3월 5일에 원본 문서에서 보존된 문서. 2007년 11월 16일에 확인함.